# 8340 Мумма
8340 Мумма (8340 Mumma) — астероїд головного поясу, відкритий 15 жовтня 1985 року.
Тіссеранів параметр щодо Юпітера — 3,246.